# Élections fédérales canadiennes de 2011 en Nouvelle-Écosse
Les élections fédérales canadiennes de 2011 en Nouvelle-Écosse ont vu le Parti libéral et le Parti conservateur remporter 4 sièges chacun et le NPD 3.

## Résultats provinciaux
| Parti | Parti        | Parti    |      |
| ----- | ------------ | -------- | ---- |
|       | Conservateur | Sièges : | 4    |
|       | Conservateur | Voix :   | 36,7 |
|       | NPD          | Sièges : | 3    |
|       | NPD          | Voix :   | 30,3 |
|       | Libéral      | Sièges : | 4    |
|       | Libéral      | Voix :   | 28,9 |
|       | Vert         | Sièges : | -    |
|       | Vert         | Voix     | 4,0  |

## Résultats par circonscription
| Circonscription                           | Candidats | Candidats                              | Candidats | Candidats                     | Candidats | Candidats                          | Candidats | Candidats                      | Candidats | Candidats                   |  | Député sortant  |
| Circonscription                           |           | Conservateur                           |           | Libéral                       |           | NPD                                |           | Vert                           |           | Autre                       |  | Député sortant  |
| ----------------------------------------- | --------- | -------------------------------------- | --------- | ----------------------------- | --------- | ---------------------------------- | --------- | ------------------------------ | --------- | --------------------------- |  | --------------- |
| Cape Breton—Canso                         |           | Derrick Clarence Kennedy 10 875 30,63% |           | Rodger Cuzner 16 478 46,41%   |           | Marney Jeanne Simmons 7 036 19,82% |           | Glen Carabin 1 114 3,14%       |           |                             |  | Rodger Cuzner   |
| Nova-Centre                               |           | Peter MacKay 21 591 56,82%             |           | John R. Hamilton 5 619 14,79% |           | David K. Parker 9 386 24,70%       |           | Matthew Chisholm 1 405 3,70%   |           |                             |  | Peter MacKay    |
| Cumberland—Colchester—Musquodoboit Valley |           | Scott Armstrong 21 041 52,50%          |           | Jim Burrows 7 207 17,98%      |           | Wendy Robinson 9 322 23,26%        |           | Jason Blanch 2 136 5,33%       |           | Jim Hnatiuk (PHC) 375 0,94% |  | Scott Armstrong |
| Dartmouth—Cole Harbour                    |           | Wanda Webber 10 718 24,81%             |           | Michael Savage 15 162 35,10%  |           | Robert Chisholm 15 661 36,25%      |           | Paul Shreenan 1 661 3,84%      |           |                             |  | Michael Savage  |
| Halifax                                   |           | George Nikolaou 8 276 18,00%           |           | Stan Kutcher 11 791 25,64%    |           | Megan Leslie 23 745 51,63%         |           | Michael Dewar 2 023 4,40%      |           | Tony Seed (M-L) 153 0,33%   |  | Megan Leslie    |
| Halifax-Ouest                             |           | Bruce Robert Pretty 13 778 30,50%      |           | Geoff Regan 16 230 35,92%     |           | Gregor Ash 13 239 29,30%           |           | Thomas Trappenberg 1 931 4,27% |           |                             |  | Geoff Regan     |
| Kings—Hants                               |           | David Morse (en) 14 714 36,63%         |           | Scott Brison 15 887 39,56%    |           | Mark Rogers 8 043 20,03%           |           | Sheila Richardson 1 520 3,78%  |           |                             |  | Scott Brison    |
| Sackville—Eastern Shore                   |           | Adam Mimnagh 12 665 30,46%             |           | Scott Hemming 4 676 11,25%    |           | Peter Stoffer 22 480 54,07%        |           | John Percy 1 755 4,22%         |           |                             |  | Peter Stoffer   |
| South Shore—St. Margaret's                |           | Gerald Keddy 17 924 43,69%             |           | Derek Wells 7 014 16,85%      |           | Gordon Earle 15 058 36,18%%        |           | Kris MacLellan 1 621 3,90%     |           |                             |  | Gerald Keddy    |
| Sydney—Victoria                           |           | Cecil Clarke 13 945 37,79%             |           | Mark Eyking 14 805 40,13%     |           | Kathy MacLeod 7 050 19,11%         |           | Chris Milburn 1 187 3,22%      |           |                             |  | Mark Eyking     |
| West Nova                                 |           | Greg Kerr 20 206 46,95%                |           | Robert Thibault 15 712 36,51% |           | George Barro 5 631 13,08%          |           | Ross Johnson 1 487 3,46%       |           |                             |  | Greg Kerr       |